# Саболч Хусти
Саболч Хусти (мађ. Huszti Szabolcs) је био мађарски фудбалер, репрезентативац. Играо је на позицијама везног играча. Проглашен је фудбалером године у Мађарској 2006. године. Он је у пракси менаџер Фехервара, иако је Габор Толди званично на тој позицији. Био је познат по свом дриблингу, брзини, пас игри и способности да постигне голове са половине терена.
Хусти је професионалну каријеру започео у Ференцварошу, након чега је имао кратак боравак у Мецу, пре преласка у Хановер 96 за £210,000 у 2006. години. У првој сезони је постигао шест голова, од којих је најзапаженији био у победи од 1:0 против Бајерна у Минхену. Године 2009. прешао је у Зенит, заменивши Андреја Аршавина који је отишао у Арсенал. После неколико излета у Немачкој и Кини, вратио се у Мађарску и пензионисао се у Фехервару 2020. године. након операције колена. 
Хусти је први пут позван у мађарску репрезентацију док је био на позајмици у Шопрону, а дебитовао је 2004. године. Избачен је из тима 2007. због напуштања тренинг кампа пред квалификационе утакмице за Европско првенство 2008. Вратио се у репрезентацију 2008. у нерешеној утакмици против Словачке. Одлучио је да напусти међународни фудбал 2010. године, желећи да се концентрише на клупску каријеру и због незадовољства атмосфером у репрезентацији.

### Репрезентативна статистика
Од 3. септембра 2010
| Сезона | Утакмица | Голова |
| ------ | -------- | ------ |
| 2004   | 7        | 3      |
| 2005   | 10       | 1      |
| 2006   | 8        | 2      |
| 2007   | 3        | 0      |
| 2008   | 10       | 0      |
| 2009   | 8        | 1      |
| 2010   | 5        | 0      |
| Укупно | 51       | 7      |

## Достигнућа

### Клуб
Ференцварош ТК
- Прва лига Мађарске у фудбалу: вицешампион 2002/03, 2004/05
- Куп Мађарске у фудбалу: финалиста 2004/05

Зенит Санкт Петербург
- Премијер лига Русије у фудбалу: шампион 2010, 2011/12
- Куп Русије у фудбалу: победник 2009/10
- Суперкуп Русије у фудбалу: победник 2011.

Видеотон'
- Прва лига Мађарске у фудбалу: шампион 2017/18
- Куп Мађарске у фудбалу: победник 2018/19

### Индивидуално
- Млади мађарски играч године: 2004
- Мађарски фудбалски савез номиновао га је за најбољег домаћег фудбалера године: 2006.